# Бирдсмор, Расселл
Ра́сселл Пи́тер Би́рдсмор (англ. Russell Peter Beardsmore; родился 28 сентября 1968 года в Уигане) — английский футболист, полузащитник.

## Футбольная карьера
Начал карьеру в молодёжной академии «Манчестер Юнайтед». Дебютировал за основной состав 24 сентября 1988 года в матче против «Вест Хэм Юнайтед». 1 января 1989 года помог своей команде одержать победу над принципиальным соперником «Ливерпулем», забив один гол и отдав две голевые передачи (на Брайана Макклера и Марка Хьюза).
После ухода Гордона Стракана в «Лидс Юнайтед» в марте 1989 года Бирдсмор стал игроком основы на протяжении остатка сезона 1988/89.
Из-за травмы и потери формы Бирдсмор редко выходил на поле в следующем сезоне. Его шансы выступления за основной состав также были ограничены из-за прихода в клуб Пола Инса и Нила Уэбба.
Свою единственную медаль он получил 19 ноября 1991 года, проведя на скамейке запасных матч на Суперкубок Европы против «Црвены Звезды».
В сезоне 1992/93 он не сыграл ни одного матча, а июне 1993 года перешёл в «Борнмут» в качестве свободного агента. Всего за «Юнайтед» он провёл 73 матча. В «Борнмуте» он выступал до 1998 года, выступая в основном составе.
В 1989 году Бирдсмор сыграл в пяти матчах молодёжной сборной Англии.
21 мая 2008 года, празднуя победу «Манчестер Юнайтед» в Лиге чемпионов, Бирдсмор был остановлен полицией за превышение скорости и арестован за вождение в нетрезвом виде. После суда он был оштрафован на 300 фунтов и лишён прав на 16 месяцев.

## Тренерская карьера
В настоящее время работает в тренерском штабе «Борнмута». До этого он работал в тренерском штабе «Болтон Уондерерс».